# 岡野俊一郎
岡野俊一郎（日语：／ OKANO Shunichiro，1931年8月28日—2017年2月2日），日本足球運動員及領隊。曾擔任日本足球總會會長及總會的榮譽顧問。

## 簡歷
- 1949年：東京小石川高中畢業，入讀東京大学理科II類，並加入大學的足球隊。
- 1953年：日本大學協會足球錦標賽奪得冠軍。
- 1957年：東京大学文学部心理学科畢業。
- 1961年：以領隊身份帶領日本少年足球隊參加亞少盃。
- 1962年：成為日本國家隊球員兼教練（當時的領隊為長沼健）。
- 1964年：東京奧運日本代表隊成員，帶領球隊打進八強，為歷史上最佳成績。
- 1968年：墨西哥城奧運帶領日本隊奪得銅牌。
- 1970年：上任日本國家足球隊領隊（至1971年）。
- 1974年：上任日本足球總會理事及日本奧委會（JOC）常任理事。
- 1987年：上任日本足球總會副會長。
- 1990年：成為國際奧委會（IOC）委員。
- 1995年：成為世界盃組委會委員。
- 1998年：上任日本足球總會會長。
- 2002年：東亞足球協會首任主席。成為日本足球總會名譽會長。
- 2003年：日本足球博物館首任館長。
- 2005年：日本足球名人堂首回入選者。
- 2008年：北京奧運男子100米蛙泳初賽評判。
- 2008年：北京奧運女子摔跤63公斤級初賽評判。
- 2017年2月2日：因肺癌在東京都病逝，享年85歲。

## 東京及墨西哥城奧運會時期
岡野俊一郎球員時期最高只達高中（即戰爭前學制的舊制中學）及大學的經驗。成為日本隊的球員及教練多年，戰績輝煌，帶領日本奧運隊打進東京奧運八強及墨西哥城奧運季軍。

## 所屬球會
- 東京小石川高中
- 東京大學足球部

## 比賽紀錄
- 1955年
  - 國際賽上陣1場，0入球。
  - 其他賽事上陣4場，0入球。
- 合計：上陣5場，0入球。

## 外部連結
- okanoeisen.com
- 日本足球隊球員出場賽事紀錄 （页面存档备份，存于）